# グラディーヴァ

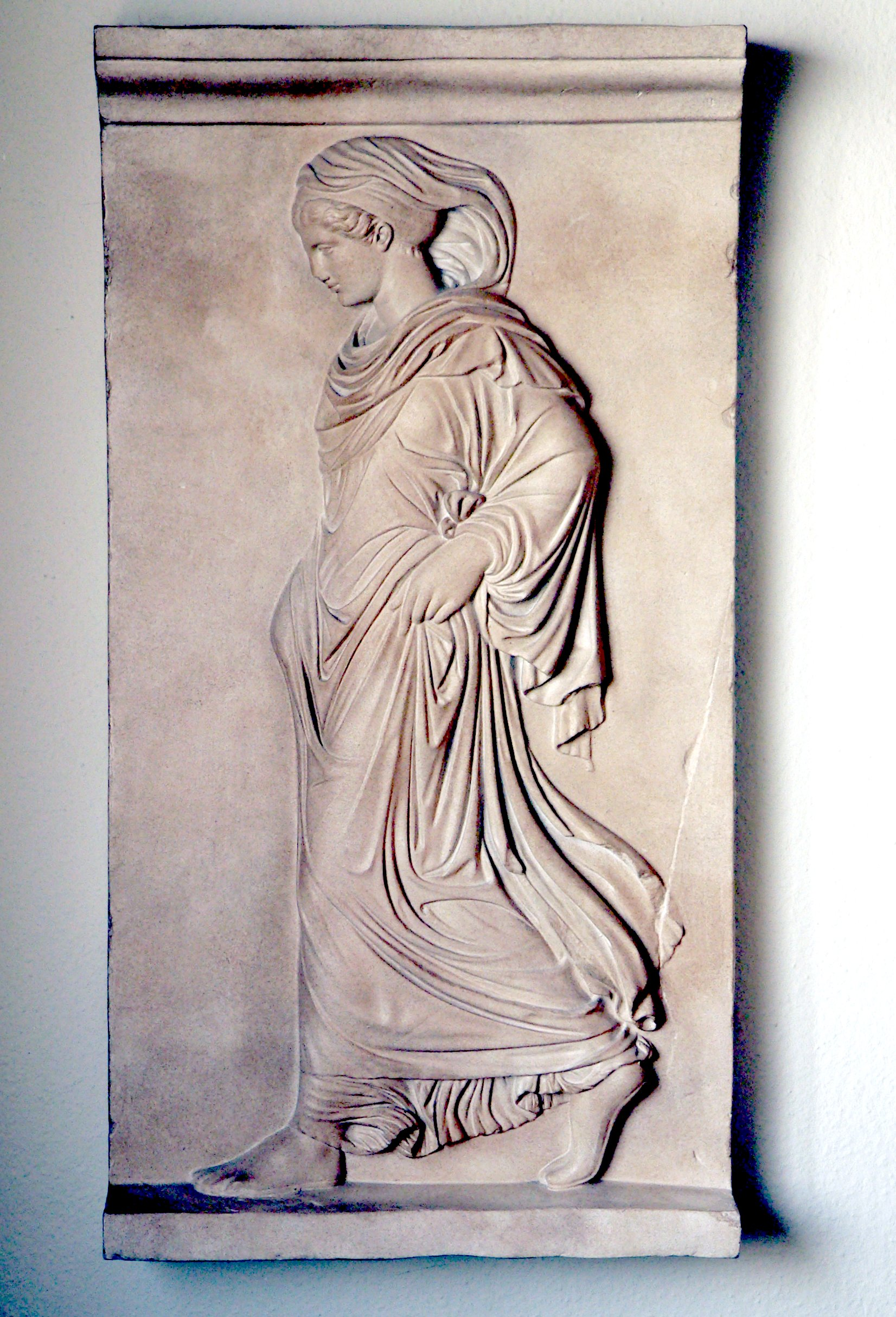
『グラディーヴァ』の題材となったレリーフ

『グラディーヴァ あるポンペイの幻想小説』（Gradiva ―ein pompejanische Phantasiestück）は、ドイツの作家ヴィルヘルム・イェンゼンによる小説。1903年発表。実在する古代のレリーフを題材にした現代小説であり、1907年にジークムント・フロイトが論文「W.イェンゼンの《グラディーヴァ》における妄想と夢」において精神分析の対象として取り上げたことで有名になった。
小説の題材となったレリーフはバチカン美術館に所蔵されている。小説内ではローマ風とされているが実際には古代ギリシアの新アッティカ様式の作品で、フィレンツェとミュンヘンにある他の断片と組み合わせると人物を三人ずつ描いた二組のレリーフとなり、それらは植物の女神ホーライと生殖の神タウスに関連付けられるという（フロイト『妄想と夢』第2版の後書きより）。

## あらすじ
主人公は若い考古学者のノルベルト・ハーノルトである。彼は早いうちから考古学の研究にのめりこんでおり、若い女性にも社交にも興味を示さず暮らしている。彼はある日、ローマの美術館で、若い女性が裾を持ち上げながら歩く姿を象った古代のレリーフを見る。それは美術的にも考古学的にも高い価値のあるものではなかったが、ノルベルトは不思議と魅了され、そのレリーフの石膏複製を作ってもらい、またその像を「歩み行く女」を意味する「グラディーヴァ」と名づける。彼はとりわけその像の、右足のかかとをほとんど垂直に立てている特徴的な歩き方が気にかかり、街を歩く女性に同じ歩き方をしているものがいないか観察したりするようになる。
ある日、ノルベルトは向かい家のカナリアの鳴き声を聞いて南国への思いがかき立てられ、春先のイタリア旅行に出ることに決める。しかし美術館でも博物館でも、行く先々で新婚旅行中の卑俗な男女に出会ってうんざりした彼は、当初の意図に反してポンペイの古代遺跡へと向かう。既知の遺跡を回りながら自分の記憶力の確かさに喜んでいると、「メレアグロスの家」の遺跡で、彼は歩き方も容姿もまさに「グラディーヴァ」に生き写しの若い女性に出会う。ノルベルトは彼女に話しかけ、彼女がラテン語でもギリシャ語でもなく現代のドイツ語を喋り、また現代風の装いをしていることを不思議に思いながらも、彼女が古代からやってきたグラディーヴァなのだという強い思いを抱く。
翌日も2人は同じ遺跡の前で会い、前日よりも親しく話をし、彼女は自分の名前が「ツォーエ（「生命」の意味がある）」だと告げる。ノルベルトは彼女を2000年前の存在であるかのように扱うが、ツォーエはそれに対して絶えず曖昧でどっち付かずの態度を取る。その日、ノルベルトは立ち寄った宿で、抱き合いながら死に火山灰に埋もれていった若い男女の話を聞き不安を覚える。翌日も2人は同じ場所で会い、ノルベルトは話に聞いた男女がツォーエではないことを確かめるが、その際に彼女は彼がまだ教えていなかった彼の名を呼びかける。ノルベルトは驚くが、そこで遺跡の中でたびたび見かけていた新婚旅行中の男女がツォーエに親しげに話かけるという出来事が起る。今や彼は、自分がここ2日の間まったくの妄想に囚われていたのだと気付き、彼女がなぜか自分の名を知っていたことを訝りながらも、そそくさとその場を立ち去る。
気を取り直して考古学の研究に意識を向けるため、「ディオメデスの別荘」の遺跡を見学に来たノルベルトは、そこで再びツォーエに遭遇する。ノルベルトは警戒しつつ、どうして自分の名を知っていたのかを彼女に尋ね、そこでツォーエはすっかり種を明かす。彼女はノルベルトが考古学に打ち込むようになって以来すっかり忘れていた、向かいの家に住む幼なじみツォーエ・ベルトガング（ベルトガングは「グラディーヴァ」のドイツ語）だったのである。2人は互いの気持ちを打ち明けあい、その場で結婚することを決める。

## フロイトの分析
フロイトがこの小説を知ったのは1906年にカール・グスタフ・ユングとの間で交わされた書簡においてであり、同年中から作品の分析に取り掛かり翌1907年に「W.イェンゼンの《グラディーヴァ》における妄想と夢」として発表した。フロイトはまずこの論文の趣旨を、自著『夢判断』で論じた夢についての分析、すなわち「夢は願望充足である」という命題や、夢においては人の願望が種々の抑圧を経て様々に変形されて表象されることなどが、作家が自由に創造した小説に描かれる夢にも当てはまることを示すことにあると説明している。そして作品のあらすじの紹介を行なったのち、この作品を女性への願望充足を抑圧して学問に向かったことで妄想に陥った青年と、二重性を持つ言葉を駆使しながら彼に無意識下の願望を意識させ妄想を治療しようとする女性の物語として解釈する。続いて作中に散りばめられている様々な夢を取り出し、夢の中に現れる様々な出来事も主人公の妄想もともに主人公の意識下で行なわれた抑圧を源泉にして現れていることを解説していく。
なお古代の遺物やアンティークの蒐集家でもあったフロイトは生前「グラディーヴァ」像の複製を贈られており、現在も亡命後のフロイトの住居をもとにしたロンドンのフロイト博物館に展示されている。

## シュルレアリスムへの影響
ヴィルヘルム・イェンセンの小説は今日ほとんど省みられることがないが、この『グラディーヴァ』だけはフロイトの分析によって多くの読者を獲得し現在も版を重ねている。
フランスでは1931年にマリー・ボナパルトによってフロイトの論文が紹介されたことで熱狂的な読者を獲得し、特にシュルレアリスムの作家たちから注目された。『グラディーヴァ』に感銘を受けたサルバドール・ダリは1931年より「グラディーヴァ連作」の制作をはじめており、幾つかの作品タイトルに「グラディーヴァ」を使用している。またダリは当時、妻ガラを「グラディーヴァ」の愛称で呼んでおり、『ガラ -時鐘ガラの肖像』などの、明らかにガラと「グラディーヴァ」とを同一視して描かれた絵画も制作している（種村季弘『グラディーヴァ/妄想と夢』解説）。アンドレ・ブルトンは自著で『グラディーヴァ』からの引用や作品へのオマージュを書くなどしており、1937年にはパリで「グラディーヴァ画廊」を開設し、『グラディーヴァ』をテーマにしたものも含めて様々なシュルレアリスム絵画が展示された。1939年にはアンドレ・マッソンが『グラディーヴァの変貌』と名づけた絵画を制作している。
第2次大戦後には『グラディーヴァ』の名を用いたシュルレアリスム系の雑誌がチリ（1952年）とベルギー（1971年-）で発行されていた。1986年にはミシェル・レリスらによって『グラディーヴァ（Gradhiva 故意にhが加えられている）』という文化人類学・博物学の雑誌が発行されており、現在もケ・ブランリ美術館によって刊行されている。

## 訳書
- フロイド／イェンゼン『文学と精神分析　グラディヴァ』 安田徳太郎・安田洋治訳、角川文庫、1960年、復刊1990年
- フロイト／イェンゼン『グラディーヴァ　妄想と夢』 種村季弘訳・解説、作品社、1997年／平凡社ライブラリー、2014年。解説「フロイトと文芸批評」
- イェンゼン『グラディーヴァ ポンペイ空想物語－精神分析的解釈と表象分析の試み』 山本淳訳著、松柏社、2014年